# Resolutie 1804 Veiligheidsraad Verenigde Naties
Resolutie 1804 van de Veiligheidsraad van de Verenigde Naties werd unaniem door de
VN-Veiligheidsraad aangenomen op 13 maart 2008. Deze
resolutie vroeg alle landen te zorgen dat de gewapende groepen uit
Rwanda die terreur zaaiden in het oosten van Congo geen steun kregen.

## Inhoud

### Waarnemingen
Men was bezorgd om de voortdurende aanwezigheid van Rwandese FDLR-rebellen, ex-Rwandese troepen en andere
Rwandese gewapende groepen in het oosten van Congo-Kinshasa. Zij maakten zich schuldig aan schendingen van de mensenrechten en vooral seksueel geweld. Rwanda, Congo en andere landen in het Grote Merengebied spanden zich in om het probleem op te lossen.

### Handelingen
Men eiste dat alle gewapende groepen de wapens neerlegden en zich bij de Congolese overheid en de
MONUC-vredesmacht aanboden voor ontwapening, demobilisatie, repatriëring, herhuisvesting en herintegratie. Ook werd geëist dat deze groepen stopten met het aanwerven van kindsoldaten en een einde stelden aan het seksueel misbruik.
Met resolutie 1493 was een wapenembargo opgelegd tegen deze gewapende groepen en milities. Alle lidstaten werden opgeroepen de nodige maatregelen te nemen om te voorkomen dat hun inwoners financiële-, technische- of andere vormen van steun leverden aan deze groepen.

## Verwante resoluties
- Resolutie 1797 Veiligheidsraad Verenigde Naties
- Resolutie 1799 Veiligheidsraad Verenigde Naties
- Resolutie 1807 Veiligheidsraad Verenigde Naties
- Resolutie 1809 Veiligheidsraad Verenigde Naties

Lijst ·  1795 ·  1796 ·  1797 ·  1798 ·  1799 ·  1800 ·  1801 ·  1802 ·  1803 ·  1804 ·  1805 ·  1806 ·  1807 ·  1808 ·  1809 ·  1810 ·  1811 ·  1812 ·  1813 ·  1814 ·  1815 ·  1816 ·  1817 ·  1818 ·  1819 ·  1820 ·  1821 ·  1822 ·  1823 ·  1824 ·  1825 ·  1826 ·  1827 ·  1828 ·  1829 ·  1830 ·  1831 ·  1832 ·  1833 ·  1834 ·  1835 ·  1836 ·  1837 ·  1838 ·  1839 ·  1840 ·  1841 ·  1842 ·  1843 ·  1844 ·  1845 ·  1846 ·  1847 ·  1848 ·  1849 ·  1850 ·  1851 ·  1852 ·  1853 ·  1854 ·  1855 ·  1856 ·  1857 ·  1858 ·  1859